# André Blechschmidt

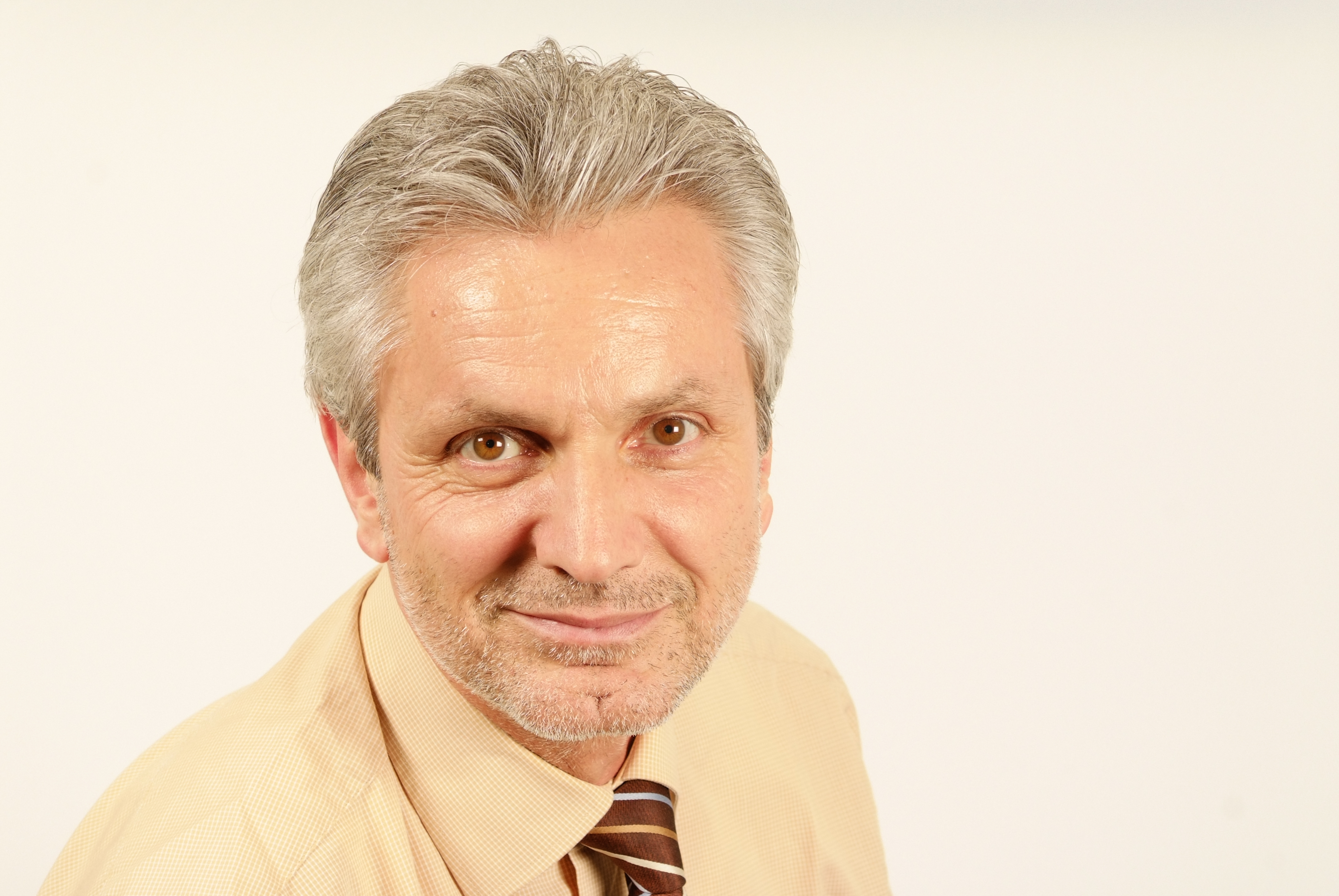
André Blechschmidt, Mai 2011

André Blechschmidt (* 6. Januar 1957 in Weimar) ist ein deutscher Politiker (Die Linke). Von 2004 bis 2024 war er Mitglied des Thüringer Landtags.

## Leben
André Blechschmidt absolvierte von 1977 bis 1982 ein Studium des Marxismus-Leninismus an der Friedrich-Schiller-Universität Jena. Von 1982 bis 1989 war er Mitarbeiter im Rat des Bezirkes Erfurt. Eine seiner Aufgaben war der Bereich der Kirchenfragen. Von der Spionageverwaltung der Staatssicherheit wurde Blechschmidt als „Inoffizieller Mitarbeiter mit Arbeitsakte“ (IMA) registriert, doch seine Akte gilt als verschwunden. 1990 wurde er wissenschaftlicher Mitarbeiter des Ratsvorsitzenden, wissenschaftlicher Mitarbeiter des Regierungsbevollmächtigten sowie nach der Wiedergründung der ostdeutschen Länder Organisationsverantwortlicher in der Thüringer Staatskanzlei. Von 1991 bis 1999 wurde er im Thüringer Landtag Persönlicher Mitarbeiter des Abgeordneten Klaus Höpcke und von 1999 bis 2004 Geschäftsstellenleiter der PDS-Landtagsfraktion.
Er ist verheiratet und hat zwei Kinder.

## Politik
Von 2004 bis 2024 war Blechschmidt Mitglied im Erfurter Stadtrat. Seit der Landtagswahl in Thüringen 2004 gehörte Blechschmidt außerdem dem Thüringer Landtag an; seit 2009 konnte er wiederholt das Direktmandat für den Wahlkreis Erfurt IV gewinnen. Im Landtag war er im Ausschuss für Wissenschaft, Kunst und Medien sowie im Ausschuss für Justiz, Bundes und Europaangelegenheiten tätig. Für seine Fraktion war er Parlamentarischer Geschäftsführer, Fraktionsvorstandsmitglied und Fachsprecher für Justiz, Medien und Sport. Bei der Kommunalwahl 2024 sowie der Landtagswahl in Thüringen 2024 trat Blechschmidt nicht mehr an.
Nach der Wahl von Thomas Kemmerich zum Ministerpräsidenten von Thüringen 2020 beschimpfte er den neuen Amtsinhaber als „Heuchler in Reinkultur“. Die Landtagspräsidentin der Linken erteilte Blechschmidt einen Ordnungsruf.